# Marnie Weber
Marnie Weber (* 1959 in Bridgeport, Connecticut, USA) ist eine amerikanische Künstlerin, die in Los Angeles lebt und arbeitet. Ihre Arbeit beinhaltet Fotografie, Skulpturen, Installationen, Filme, Videos und Performances. Sie ist außerdem eine Musikerin.

## Leben und Arbeit
Marnie Weber wurde in Bridgeport, Connecticut, USA, geboren. Sie studierte von 1977 bis 1979 an der University of Southern California in Los Angeles, Kalifornien und schloss ihr Studium an der University of California, Los Angeles mit einem B.A. ab.
Viele von Webers künstlerischen Arbeiten drehen sich um immer wiederkehrende Charaktere. Ein Bär, der mit der griechischen Göttin Artemis verbunden wird, findet sich in vielen ihrer Arbeiten. Diese Charaktere werden eingebunden in lebhafte bunte Umgebungen, verzierte Räume oder dunkle beängstigende Landschaften. Ihre Arbeiten zeigen meistens Abenteuer von Frauen, die manchmal in halb-menschlichen und halb-animalischen Formen mit Körpern, die aus pornografischen Zeitschriften ausgeschnitten sind oder als blasse Geister genannt „Spirit Girls“ auftauchen. Die „Spirit Girls“ sind die Gespenster von fünf Jugendlichen, die nach ihrem Tod zurück in die wirkliche Welt kommen, um Dinge auszudrücken, die sie nicht ausdrücken konnten als sie noch lebten.
Marnie Weber arbeitete auch in den öffentlichen Sammlungen von Los Angeles County Museum of Art (LACMA), Neuberger Bergman, Inc. in New York, Progressive Corporation in Ohio und Frac Île-de-France in Paris.
Eine von Marnie Webers Arbeiten war das Titel-Bild des 1998 erschienenen Albums A Thousand Leaves der Band Sonic Youth.
The Spirit Girls ist nicht nur der Name einiger ihrer künstlerischen Charaktere, sondern auch der ihrer Rock-Band. Weber ist auch mit den Bands „The Party Boys“ und „The Perfect Me“ aufgetreten und hat mit ihnen Musik aufgenommen. Sie hat auch nur unter ihrem Vornamen „Marnie“ zwei Solo-Alben, Woman with Bass (1994) und Cry for Happy (1996) aufgenommen. In 2004 wurde eine Sammlung ihrer Arbeiten mit dem Titel Songs Forgotten: The Best of Marnie 1987–2004 herausgebracht.
Sie ist verheiratet mit dem ebenfalls aus Los Angeles stammenden Künstler Jim Shaw.
Ihre Arbeit wird vor allem als „New Gothic Art“ bezeichnet.

## Weitere Nachweise
- Nachweise für alle Ausstellungen und Performances auf marnieweber.com, bis 2011.
- Christopher Miles: Marnie Weber at Patrick Painter Inc., Artforum. XLVI, No. 1, September 2007, S. 477–478.
- Ute Thon: Gemischtwarenladen der Gehobenen Klasse. Art Das Kunstmagazin.de, Oktober 2007.
- Micol Hebron: Critic’s Picks Los Angeles: Marnie Weber. Artforum.com, Mai 2007.
- Mary Barone: Out at Frieze. Artnet.com, Oktober 2007.
- Hunter Drohojowsha-Philpr: That’s The Spirit. Artnet.com, 23. Mai 2007.
- Annie Buckley: Spirit Girl. Craft: transforming traditional crafts, Vol. 04, 2007, S. 60–62.
- Fantasy Freaky: Marnie Weber. Dazed & Confused, April 2007.